# Megachile albidula
Megachile albidula är en biart som beskrevs av Johann Dietrich Alfken 1931. Megachile albidula ingår i släktet tapetserarbin, och familjen buksamlarbin. Inga underarter finns listade i Catalogue of Life.